# Google Sidewiki
Google Sidewiki era un servizio online lanciato da Google il 23 settembre 2009, con il quale era possibile visualizzare commenti fatti dagli utenti di Google sulla pagina web che si stava visitando.
Il 2 novembre 2011 Google annuncia la chiusura del servizio per il 5 dicembre 2011.
Era possibile commentare e visualizzare i commenti in tre modi: tramite Google Toolbar, tramite un bookmarklet in JavaScript e infine tramite plug-in per Firefox.
Sidewiki funzionava in modalità di sola lettura dei commenti anche senza Toolbar o bookmarklet in quanto sono disponibili come feed RSS. Tramite un link opportuno a Google che passi alcuni parametri secondo le API di Google per Sidewiki, era possibile visualizzare i fedd RSS anche con un comune browser.
I commenti Sidewiki erano esterni ai siti e memorizzati nei computer di Google, inoltre erano sottoposti alla moderazione e alle regole di Google. Questo comportava l'aggiunta di qualsiasi sito internet con questo tipo di commenti.

## Critiche
Varie polemiche erano nate da parte dei webmaster che con questo servizio esterno ai loro siti si vedevano precludere la possibilità di non accettare commenti oppure di moderarli secondo loro insindacabile giudizio. L'addizione esterna dei commenti è stata inoltre molto criticata da chi aveva un esercizio commerciale che lavorava con il pubblico, come ad esempio i gestori di Hotel, in quanto la concorrenza poteva inficiarne il buon nome mediante i google commenti nel loro sito web.